# فرد جونز
فرد جونز (انگلیسی: Fred Jones؛ ۱۱ ژانویه ۱۹۳۸ – ۲۲ مارس ۲۰۱۳ (aged 75)) بازیکن فوتبال اهل بریتانیا بود.
از باشگاه‌هایی که در آن بازی کرده‌است می‌توان به باشگاه فوتبال آرسنال، باشگاه فوتبال ردینگ، باشگاه فوتبال چلتنهام تاون، باشگاه فوتبال برایتون اند هوو آلبیون، باشگاه فوتبال سوئیندون تاون، باشگاه فوتبال گریمزبی تاون، و باشگاه فوتبال استافورد رانجرز اشاره کرد.
وی همچنین در تیم ملی فوتبال زیر ۲۳ سال ولز بازی کرده‌است.